# منتخب أوكرانيا تحت 20 سنة لكرة القدم
منتخب أوكرانيا تحت 20 سنة لكرة القدم (بالأوكرانية: Юнацька збірна України з футболу)‏ هو ممثل أوكرانيا الرسمي في المنافسات الدولية في كرة القدم في فئة كرة قدم تحت 20 سنة للرجال.فازت أوكرانيا بأول لقب لها في كأس العالم تحت 20 سنة 2019،  في تاريخ البلاد بعد فوزها على كوريا الجنوبية 3-1 في النهائي.

## كأس العالم تحت 20 سنة
| العام   | الفوز                   | تعادل                   | خسر                     | الأهداف المسجلة         | الأهداف المستقبلة       | مجموع النقاط            | وصل إلى الدور           | المركز                  |
| ------- | ----------------------- | ----------------------- | ----------------------- | ----------------------- | ----------------------- | ----------------------- | ----------------------- | ----------------------- |
| 1977    | جزء من الاتحاد السوفيتي | جزء من الاتحاد السوفيتي | جزء من الاتحاد السوفيتي | جزء من الاتحاد السوفيتي | جزء من الاتحاد السوفيتي | جزء من الاتحاد السوفيتي | جزء من الاتحاد السوفيتي | جزء من الاتحاد السوفيتي |
| 1979    | جزء من الاتحاد السوفيتي | جزء من الاتحاد السوفيتي | جزء من الاتحاد السوفيتي | جزء من الاتحاد السوفيتي | جزء من الاتحاد السوفيتي | جزء من الاتحاد السوفيتي | جزء من الاتحاد السوفيتي | جزء من الاتحاد السوفيتي |
| 1981    | جزء من الاتحاد السوفيتي | جزء من الاتحاد السوفيتي | جزء من الاتحاد السوفيتي | جزء من الاتحاد السوفيتي | جزء من الاتحاد السوفيتي | جزء من الاتحاد السوفيتي | جزء من الاتحاد السوفيتي | جزء من الاتحاد السوفيتي |
| 1983    | جزء من الاتحاد السوفيتي | جزء من الاتحاد السوفيتي | جزء من الاتحاد السوفيتي | جزء من الاتحاد السوفيتي | جزء من الاتحاد السوفيتي | جزء من الاتحاد السوفيتي | جزء من الاتحاد السوفيتي | جزء من الاتحاد السوفيتي |
| 1985    | جزء من الاتحاد السوفيتي | جزء من الاتحاد السوفيتي | جزء من الاتحاد السوفيتي | جزء من الاتحاد السوفيتي | جزء من الاتحاد السوفيتي | جزء من الاتحاد السوفيتي | جزء من الاتحاد السوفيتي | جزء من الاتحاد السوفيتي |
| 1987    | جزء من الاتحاد السوفيتي | جزء من الاتحاد السوفيتي | جزء من الاتحاد السوفيتي | جزء من الاتحاد السوفيتي | جزء من الاتحاد السوفيتي | جزء من الاتحاد السوفيتي | جزء من الاتحاد السوفيتي | جزء من الاتحاد السوفيتي |
| 1989    | جزء من الاتحاد السوفيتي | جزء من الاتحاد السوفيتي | جزء من الاتحاد السوفيتي | جزء من الاتحاد السوفيتي | جزء من الاتحاد السوفيتي | جزء من الاتحاد السوفيتي | جزء من الاتحاد السوفيتي | جزء من الاتحاد السوفيتي |
| 1991    | جزء من الاتحاد السوفيتي | جزء من الاتحاد السوفيتي | جزء من الاتحاد السوفيتي | جزء من الاتحاد السوفيتي | جزء من الاتحاد السوفيتي | جزء من الاتحاد السوفيتي | جزء من الاتحاد السوفيتي | جزء من الاتحاد السوفيتي |
| 1993    | لم يتأهل                | لم يتأهل                | لم يتأهل                | لم يتأهل                | لم يتأهل                | لم يتأهل                | لم يتأهل                | لم يتأهل                |
| 1995    | لم يتأهل                | لم يتأهل                | لم يتأهل                | لم يتأهل                | لم يتأهل                | لم يتأهل                | لم يتأهل                | لم يتأهل                |
| 1997    | لم يتأهل                | لم يتأهل                | لم يتأهل                | لم يتأهل                | لم يتأهل                | لم يتأهل                | لم يتأهل                | لم يتأهل                |
| 1999    | لم يتأهل                | لم يتأهل                | لم يتأهل                | لم يتأهل                | لم يتأهل                | لم يتأهل                | لم يتأهل                | لم يتأهل                |
| 2001    | 1                       | 2                       | 1                       | 6                       | 4                       | 5                       | الدور ستة عشر           | المركز الحادي عشر       |
| 2003    | لم يتأهل                | لم يتأهل                | لم يتأهل                | لم يتأهل                | لم يتأهل                | لم يتأهل                | لم يتأهل                | لم يتأهل                |
| 2005    | 1                       | 1                       | 2                       | 7                       | 7                       | 4                       | الدور ستة عشر           | المركز الثاني عشر       |
| 2007    | لم يتأهل                | لم يتأهل                | لم يتأهل                | لم يتأهل                | لم يتأهل                | لم يتأهل                | لم يتأهل                | لم يتأهل                |
| 2009    | لم يتأهل                | لم يتأهل                | لم يتأهل                | لم يتأهل                | لم يتأهل                | لم يتأهل                | لم يتأهل                | لم يتأهل                |
| 2011    | لم يتأهل                | لم يتأهل                | لم يتأهل                | لم يتأهل                | لم يتأهل                | لم يتأهل                | لم يتأهل                | لم يتأهل                |
| 2013    | لم يتأهل                | لم يتأهل                | لم يتأهل                | لم يتأهل                | لم يتأهل                | لم يتأهل                | لم يتأهل                | لم يتأهل                |
| 2015    | 2                       | 2                       | 0                       | 10                      | 1                       | 8                       | الدور ستة عشر           | المركز التاسع           |
| 2017    | لم يتأهل                | لم يتأهل                | لم يتأهل                | لم يتأهل                | لم يتأهل                | لم يتأهل                | لم يتأهل                | لم يتأهل                |
| 2019    | 6                       | 1                       | 0                       | 13                      | 4                       | 19                      | البطل                   | المركز الأول            |
| المجموع | 10                      | 6                       | 3                       | 36                      | 16                      | 36                      | 4/14                    | آخر بطل متوج            |

- 2001: مرحلة دور الستة عشر (بقيادة المدرب أناتولي كروشينكو)
  - أفضل هداف لأوكرانيا في البطولة: أليكسي بيليك 3 أهداف
  - قائمة تشكيلة الفريق  [لغات أخرى]‏
- 2005: مرحلة دور الستة 16 (بقيادة المدرب ألكسي ميخاليتشينكو)
  - أفضل هداف لأوكرانيا في البطولة: ألكسندر علييف 5 أهداف
  - قائمة تشكيلة الفريق  [لغات أخرى]‏
- 2015: مرحلة دور الستة عشر (بقيادة المدرب ألكسندر بتراكوف)
  - أفضل هداف لأوكرانيا في البطولة: فيكتور كوفالينكو 5 أهداف
  - قائمة تشكيلة الفريق  [لغات أخرى]‏
- 2019: أبطال كأس العالم 2019 (بقيادة المدرب ألكسندر بتراكوف)
  - قائمة تشكيلة الفريق  [لغات أخرى]‏